# Teršek
Teršek je priimek več znanih Slovencev:
- Andraž Teršek (*1975), pravnik
- Grega Teršek, pevec
- Robi Teršek (*1970), atlet, metalec kopja
- Silvo Teršek (*1945), novinar